# Bart (Doubs)
Bart település Franciaországban, Doubs megyében. Lakosainak száma 2015 fő (2022. január 1.). Bart Présentevillers, Sainte-Suzanne és Voujeaucourt községekkel határos.

## Népesség
A település népességének változása:
| Lakosok száma | 1516 | 1874 | 2074 | 1944 | 1983 | 2022 | 1980 | 1951 | 2006 | 2015 |
|               | 1968 | 1982 | 1990 | 2006 | 2013 | 2015 | 2017 | 2019 | 2020 | 2022 |